# Propolydesmus miguelinus
Propolydesmus miguelinus är en mångfotingart som beskrevs av Carl Graf Attems 1908. Propolydesmus miguelinus ingår i släktet Propolydesmus och familjen plattdubbelfotingar. Inga underarter finns listade i Catalogue of Life.